# Open (Gotthard)
Open è il quarto album in studio della rock band svizzera Gotthard, pubblicato nel febbraio del 1999 dalla BMG/Ariola. L'uscita è stata anticipata dalla pubblicazione del singolo Let It Rain nel novembre del 1998.
È il primo album registrato dal gruppo con la formazione a cinque, grazie all'ingresso in pianta stabile del secondo chitarrista Mandy Meyer, che aveva già suonato con i Gotthard in alcuni concerti dal vivo e nel live acustico D-Frosted.
L'album ha debuttato direttamente al primo posto della classifica svizzera, mantenendolo per sei settimane consecutive.
Sulla scia del grande successo ottenuto da D-Frosted, questo disco si presenta con sonorità ricercate e meno aggressive, allontanandosi dallo stile più duro dei primi tre album dei Gotthard. Negli anni, la band ripudierà questo lavoro, ritenendolo scialbo e condizionato dalle scelte dei loro manager di allora.

## Tracce
Testi e musiche di Steve Lee, Leo Leoni e Chris von Rohr, eccetto dove indicato.
1. Free and Alive – 4:23
2. Vision – 3:57 (Lee, Mandy Meyer, von Rohr)
3. Got to Be Love – 4:15
4. Let It Rain – 4:36
5. Blackberry Way – 3:40 (Roy Wood)
6. You – 4:19 (Lee, Meyer, von Rohr)
7. Cheat & Hide – 3:56
8. Want You In – 3:20 (Lee, Meyer)
9. Tell No Lies – 3:45
10. Back to You – 4:00
11. Best Time – 4:17
12. Hey Jimi – 3:44
13. Peace of Mind – 2:59

Traccia bonus della versione asiatica
1. Mad Love – 2:58 (Lee, Leoni, von Rohr)

- La traccia 5 è stata originariamente registrata dai Move
- La traccia 12 è un tributo a Jimi Hendrix.[4]

## Formazione
- Steve Lee – voce
- Leo Leoni – chitarre
- Mandy Meyer – chitarre
- Marc Lynn –  basso
- Hena Habegger –  batteria

### Altri musicisti
- Andy Pupato – percussioni
- H. P. Bruggermann – sintetizzatori, organo Hammond e pianoforte
- Max Lässer – dobro, slide guitar e steel guitar

## Classifiche

### Classifiche settimanali
| Classifica (1999) | Posizione massima |
| ----------------- | ----------------- |
| Austria           | 40                |
| Germania          | 21                |
| Giappone          | 75                |
| Svizzera          | 1                 |

### Classifiche di fine anno
| Classifica (1999) | Posizione |
| ----------------- | --------- |
| Svizzera          | 6         |